# Niepołomice
Niepołomice (pronuncia ɲɛpɔwɔˈmʲit͡sɛ) è un comune urbano-rurale polacco del distretto di Wieliczka, nel voivodato della Piccola Polonia.
Ricopre una superficie di 95,1 km² e nel 2004 contava 21 917 abitanti.
Dal 1975 al 1998 ha fatto parte del voivodato di Cracovia, oggi non più esistente in seguito alla riforma dei voivodati.

## Geografia fisica
La città si trova sul fiume Vistola, a 25 km a est di Cracovia, in una zona con grandi colline boschive. A Niepołomice è presente un castello di caccia del XIV secolo gotico, costruito da Casimiro III di Polonia.

## Amministrazione

### Gemellaggi
Vigonovo
 Monselice
 Paliano